# 25 Pułk Piechoty (Imperium Rosyjskie)

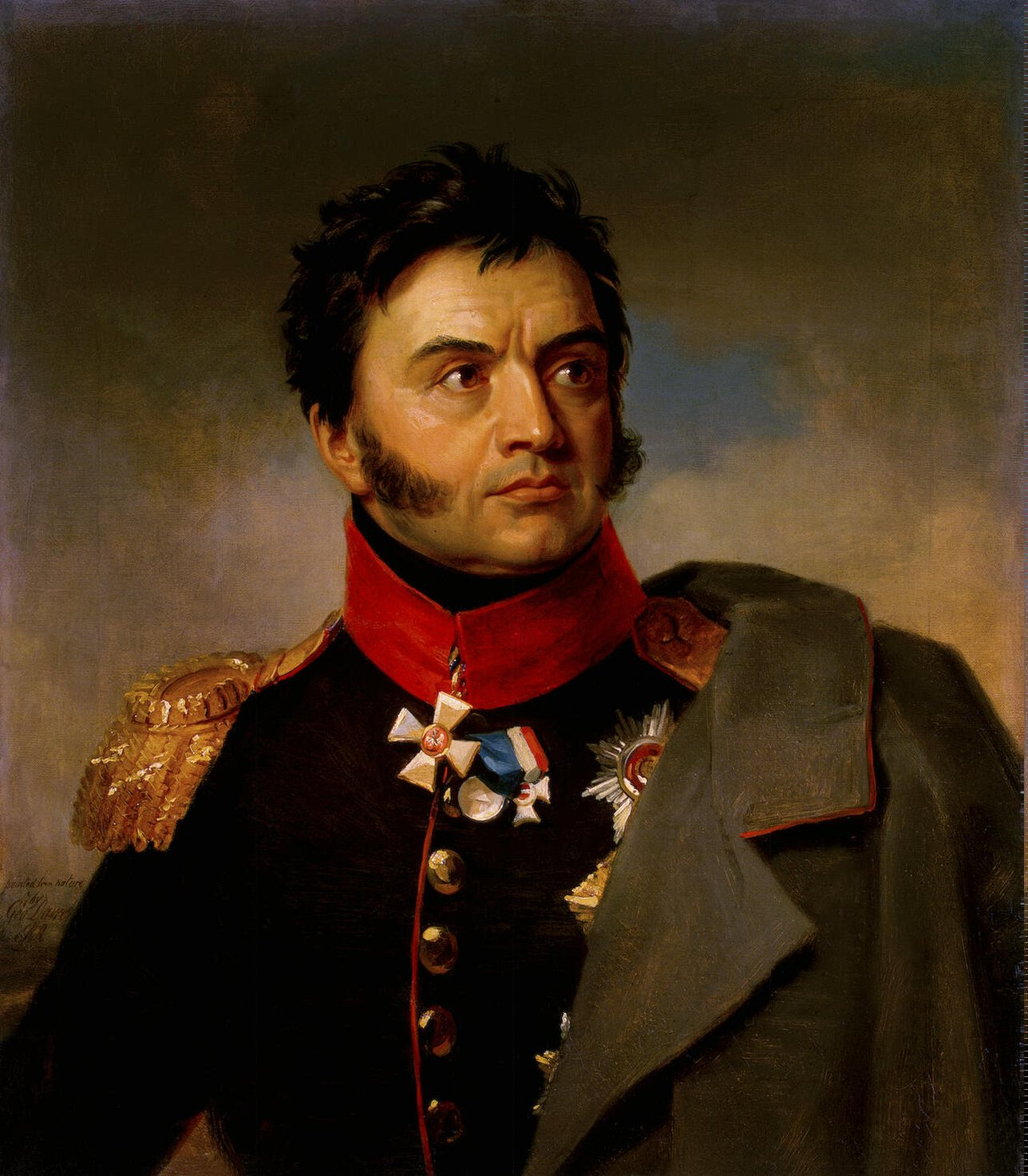
Gen. Nikołaj Rajewski, patron smoleńskiego pułku

25 Smoleński Pułk Piechoty Nikołaja Rajewskiego (ros. 25-й пехотный Смоленский генерала Раевского полк) – pułk piechoty okresu Imperium Rosyjskiego.

## Charakterystyka
Sformowany 25 czerwca 1700 za panowania cara Piotra I Romanowa. Stacjonował między innymi w m. Woroneż. Nosił nazwy: pp gen. feldmarszałka ks. Wellingtona (1826–1852),Smoleński pp (1852–1861).

 W przededniu I wojny światowej pułk etatowo posiadał cztery bataliony po cztery kompanie oraz kompanię tyłową. Kompania piechoty czasu wojny liczyła około 240 żołnierzy i 4–5 oficerów. Na szczeblu pułku występował także pododdział karabinów maszynowych (8 km), łączności (w tym 14 konnych gońców i 21 telefonistów) i zwiadowczy (64 zwiadowców, w tym 4 kolarzy). W sumie pułk liczył około 4000 żołnierzy.

W  lipcu 1914, na bazie zalążków wydzielonych z pułku, w ramach 2 fali mobilizacyjnej, sformowany został rezerwowy 233 pułk piechoty.

25 pułk piechoty rozformowany został w 1918.

## Podporządkowanie
Lipiec 1914:
- 5 Korpus Armijny
  - 7 Dywizja Piechoty
    - 1 Brygada Piechoty
      - 25 Smoleński pułk piechoty